# Ернст III (Брауншвайг-Грубенхаген)
Ернст III (IV) фон Брауншвайг-Грубенхаген-Херцберг (на немски: Ernst III (IV) von Braunschweig-Grubenhagen-Herzberg; * 17 декември 1518, Остероде на Харц; † 2 април 1567, замък Херцберг в Херцберг) от фамилията Велфи (линията Стар Дом Брауншвайг) е херцог цу Брауншвайг и Люнебург и княз на Княжество Грубенхаген от 1551 до 1567 г.

## Живот
Той е най-възрастният син на херцог Филип I фон Брауншвайг-Грубенхаген (1476 – 1551) и втората му съпруга Катерина фон Мансфелд (1501 – 1535), най-възрастната дъщеря на граф Ернст II фон Мансфелд-Фордерорт (1479 – 1531) и съпругата му Барбара фон Кверфурт.
През 1546 г. Ернст участва с баща си и братята си през Шмалкалденската война (1546 – 1547) в поход в Южна Германия, който завършва безуспешно пред Инголщат. След смъртта на баща му през 1551 г. Ернст го последва в управлението.
След смъртта му през 1567 г. той е последван от по-малкия му брат Волфганг.

## Фамилия
Херцог Ернст III се жени на 9 октомври 1547 г. във Волгаст за принцеса Маргарета от Померания-Волгаст (1518 – 1569), най-възрастната дъщеря на херцог Георг I и първата му съпруга принцеса Амалия фон Пфалц. Само една негова дъщеря пораства:
- Елизабет (* 14 април 1550, † 11 февруари 1586), ∞ 19 август 1568 за херцог Йохан Млади фон Шлезвиг-Холщайн-Зондербург (1545 – 1622). Тя има 14 деца:

- Доротея (1569 – 1593) ∞ херцог Фридрих IV от Силезия-Лигниц
- Христиан (1570 – 1633), херцог на Шлезвиг-Холщайн-Зондербург
- Ернст (1572 – 1596)
- Александер (1573 – 1627), херцог на Шлезвиг-Холщайн-Зондербург, ∞ графиня Доротея от Шварцбург-Зондерсхаузен
- Август (1574 – 1596)
- Мария (1575 – 1640), 1611 абатеса на Итцехое
- Йохан Адолф (1576 – 1624), от 1622 г. херцог на Шлезвиг-Холщайн-Зондербург-Норбург
- Анна (1577 – 1610) ∞ 1601 херцог Богислав XIII от Померания
- София (1579 – 1618) ∞ 1607 херцог Филип II от Померания
- Елизабет (1580 – 1653) ∞ 1615 херцог Богислав XIV от Померания
- Фридрих (1581 – 1658), от 1624 г. херцог на Шлезвиг-Холщайн-Зондербург-Норбург, ∞ 1627 принцеса Юлиана от Саксония-Лауенбург, ∞ 1632 принцеса Елеанора от Анхалт-Цербст
- Маргарета (1583 – 1638), ∞ 1603 граф Йохан II от Насау-Зиген
- Филип (158 4– 1663), херцог на Шлезвиг-Холщайн-Зондербург-Глюксбург, ∞ принцеса София Хедвиг от Саксония-Лауенбург
- Албрехт (1585 – 1613)